# Marianne Thieme
Marianne Louise Thieme (Ede, 6 marzo 1972) è una politica olandese.
Fondatrice e presidente del Partito per gli Animali, nel 2006 è entrata a far parte della Camera dei Rappresentanti dei Paesi Bassi (la camera del Parlamento dei Paesi Bassi, detti Stati Generali dei Paesi Bassi).

## Studi e carriera
Dal 1991 al 1992 frequentò l'Università Sorbona di Parigi, in Francia. Dal 1992 studiò giurisprudenza presso l'Università Erasmus di Rotterdam con una specializzazione in diritto amministrativo. Durante questo periodo maturò le convinzioni che la portarono ad essere una convinta vegetariana; dichiarò che l'interesse per i diritti degli animali fu la motivazione principale che la spinse ad iniziare a studiare legge. Si è laureata nel 1997.
Dal 1998 al 2001 ha lavorato presso un'agenzia di ricerca a L'Aia. Tra il 2001 e il 2004 iniziò il suo avvicinamento alla politica, come candidata ufficiale per una fondazione olandese contro le pellicce e per il benessere animale. Fino al novembre del 2006 è stata la  direttrice generale della Fondazione olandese per il benessere degli animali e contro l'agricoltura industriale.

## Politica
Nell'ottobre del 2002 fondò, insieme ad altri animalisti olandesi, il Partito per gli Animali, divenendone il leader e il personaggio politico principale. Durante le elezioni legislative del 2003 il partito ottenne circa 50.000 voti (0,5% del totale), che non permisero l'ottenimento di alcun seggio nella Camera dei Rappresentanti. Nel febbraio 2004 si candidò alle elezioni europee; il partito ottenne 153.432 (il 3,22% del totale olandese), il triplo rispetto alla precedente tornata elettorale, ma ciò non bastò per ottenere un seggio al Parlamento europeo.
Durante le elezioni legislative del 2006 il suo partito ottenne 179.988 voti (1,8%, equivalenti a 2 seggi), divenendo così il primo partito al mondo ad entrare in un parlamento nazionale con un ordine del giorno concentrato principalmente, ma non esclusivamente, sui diritti degli animali. La sua presenza nella camera bassa del Parlamento olandese venne confermata anche alle elezioni legislative del 2010, quando il suo partito ottenne l'1,3% delle preferenze (120.490 voti).
Durante i suoi discorsi parlamentari è solita concludere con la seguente frase (riferimento a Catone il Vecchio e alla locuzione latina Carthago delenda est):

## Vita privata
Vive a Maarssen, nella provincia di Utrecht. Divenne madre per la prima volta nel 2002 con la nascita della figlia Annika. Nel 2006 è entrata a far parte della Chiesa cristiana avventista del settimo giorno; questa scelta è maturata dalla sua convinzione che si tratta di «una chiesa cristiana con una grande compassione e cura per il nostro pianeta». Il 6 novembre 2008 si è sposata con Jaap Korteweg, un agricoltore biologico, con il quale ha avuto la seconda figlia Amélie, nata nel 2012.